# Università di economia di Praga
L'Università di economia di Praga (in ceco Vysoká škola ekonomická v Praze, abbreviata VŠE) è la più importante università economica della Repubblica Ceca.